# EduBase
Az EduBase.net egy oktatási weboldal és egyben platform, melynek célja, hogy bevezesse a magyar internet világába a közösségi oktatás fogalmát videó formátumú tananyagok segítségével. A szolgáltatást három egyetemista hozta létre 2013-ban, és 2014. március 9-én nyitotta meg kapuit a nagyközönség előtt. A weboldal jelenleg egyetemista diákoknak nyújt nagy segítséget, elsősorban matematikából és számítástechnikából. A honlapon keresztül közvetlenül el lehet érni térítésmentesen több mint 1100 magyar nyelvű audiovizuális kiselőadást, melyek mindegyike a YouTube-ra van feltöltve, legújabb irányuk pedig a saját rendszerükön keresztül online streamelt videókonzultációs tanítás.

## Története
A videón keresztül történő matematika oktatóanyagok elkészítését az akkor még Budapesti Fazekas Mihály Gyakorló Általános Iskola és Gimnázium diákja, Horváth Dániel kezdte el (még az EduBase megalakulása előtt), aki 2011 nyarán úgy döntött, hogy egyedül feldolgozza az egyetemi matematika elsőéves részét egy könyv segítségével. Tanulási folyamatát videóra vette és YouTube csatornáján közzétette, hogy mások is tudjanak tanulni belőle a jövőben. A videókat több ezren megtekintették és sok embernek volt nagy segítségére a zárthelyikre és vizsgákra történő felkészülések során. Nem volt ezzel másképp Takács Márton sem, akinek annyira megtetszett a koncepció, hogy egy kezdetleges weboldalt azonnal létre is hozott a videók logikusabb rendszerezése érdekében. Megkeresve Dánielt, a videók ilyen célú felhasználási jogának engedélyezését illetően, felmerült egy specifikusan erre a célra felépített profi weboldal megalkotása. Ebben tudott segítségükre lenni Dániel egyik volt középiskolás osztálytársa, Hives Áron, aki mint utólagosan kiderült, Márton egy volt régi edzőtársa is. Áronnak már volt tapasztalata oktatási weboldal elkészítésében, nevezetesen a CheckGame.info címen elérhető játékos oktató weboldal kapcsán, így hárman belevágtak az EduBase megvalósításába.

## YouTube videók és partnerek
Az EduBase egy oktatási platform is egyben, így bárkinek, akinek vannak releváns magyar nyelvű oktatóvideói, azok kérhetik, hogy YouTube videóik elhelyezésre kerüljenek a weboldalon.
Mostanáig az alábbi YouTube csatornák oktatóanyagai lettek rendszerezve az EduBase-en:
- Az EduBase hivatalos csatornája
- TheHunTutorials
- FZS Matek
- Egyremegy

## Elismerések és médiamegjelenés
A szolgáltatás és annak alkotói a weboldal indulása óta több elismerésben is részesültek.
- Az EduBase a Budapesti Műszaki és Gazdaságtudományi Egyetemen megrendezésre kerülő, 2014. évi “Ötlettől az üzletig” innovációs versenyének különdíjasa[1][2] volt.
- Az EduBase alapítói közül ketten is (Hives Áron és Horváth Dániel) részesei a La femme magazin által szervezett 50 tehetséges magyar fiatal c. mentorprogramnak.

„Áronék, rendkívül nemes szándékkal, a tudást jelenleg ingyen osztják meg a tanulni vágyó középiskolásokkal és egyetemistákkal. Úgy gondolják, hogy a tudás nem egy szűk elit privilégiuma, mindenkinek lehetőséget kell kapnia, aki fejlődni akar.” – nyilatkozta a lafemme.hu-nak Walitschek Csilla, Hives Áron mentora.